# Mardzs tartomány
El-Mardzs tartomány (arabul شعبية المرج [Šaʿbiyyat al-Marǧ]) Líbia huszonkét tartományának egyike.

## Elhelyezkedése
A történelmi Kirenaika régióban, az ország északkeleti részén fekszik: északon a Földközi-tenger, keleten Dzsabal el-Ahdar tartomány, délen el-Váhát tartomány, nyugaton pedig Bengázi tartomány határolja.

## Jellemzői
Székhelye el-Mardzs városa. Lakossága a 2006-os népszámlálás adatai szerint 185 848 fő.

## Fordítás
Ez a szócikk részben vagy egészben  a   Libyen#Verwaltungsgliederung című német Wikipédia-szócikk ezen változatának fordításán alapul.  Az eredeti cikk szerkesztőit annak laptörténete sorolja fel. Ez a jelzés csupán a megfogalmazás eredetét és a szerzői jogokat jelzi, nem szolgál a cikkben szereplő információk forrásmegjelöléseként.